# The Sound Dimension
The Sound Dimension est un groupe de reggae jamaïcain.
Il fut le groupe musical de Studio One enregistrant vers la fin des années 1960, à Kingston.

## Histoire
Le groupe se forme à une période charnière de l'histoire musicale de la Jamaïque, entre la fin du rocksteady et le début du reggae.
Comportant une ligne classique avec Jackie Mittoo, Leroy Sibbles, `Horsemouth' Wallace, Cedric Brooks, de Vincent Gordon (aka Don Drummond Jnr), d'Ernest Ranglin, The Sound Dimension a littéralement inventé le reggae avec leur style unique. Pendant cette période, ils ont joué sur des centaines de hits Studio One avec les vocalistes les plus courus de la Jamaïque tels qu'Alton Ellis, John Holt, Larry Marshall, Cornell Campbell, Dennis Brown, Horace Andy, The Heptones, Bob Andy, Marcia Griffiths, Freddie McGregor et biens d'autres. 
Le nom de Sound Dimension est venue d'une machine à écho que Coxsone Dodd acheta en Angleterre pendant une tournée en 1967 avec Jackie Mittoo et The Soul Vendors (à l'occasion d'une première partie de Jimi Hendrix). Au retour en Jamaïque, la nouvelle machine à chambre d'écho fut baptisée The Sound Dimension, et fut l'effet distinctif de double-temps sur la guitare et les claviers.

## Musiciens
- Basse: Lloyd Brevett, Festus Walker, Leroy Sibbles
- Claviers: Jackie Mittoo, Richard Ace, Robbie Lyn, Pablove Black, Denzil Laing, Lloyd 'Beardy' Richard, Paul Dixon, Roland Richard
- Trombone: Vincent 'Vin' Gordon
- Saxophone: Roland Alphonso, Cedric Brooks, Karl Bryan, Carl McClacking, Ed Bennett
- Trompette: Johnny Moore, David Madden
- Batterie: Lloyd Knibb, Phil Callender, Leroy 'Horsemouth' Wallace, Joe Isaac, Noel Alphonso
- Guitare: Eric Frater, Val Whittaker, Jah Privy
- Melodica: Monty Alexander
- Chant: Alton Ellis, Freddie Mckay, Leroy Sibbles